# Monosemia
La monosemia (del griego μόνος, 'uno solo' y σῆμα, 'significado') es un tecnicismo de la lingüística, y dentro de ella, de la semántica y la lexicología, que describe el caso en que una palabra tiene un significado único, por ejemplo: átomo; el fenómeno opuesto es la polisemia, propia de las palabras que tienen varios significados, por ejemplo, cabo (1.º "extremo de una cosa, en especial de una cuerda"; 2.º "accidente geográfico que consiste en una prolongación estrecha de la tierra en el mar" y 3.º "grado del escalafón militar superior a soldado de primera e inferior a sargento"). Cada uno de estos significados es denominado "acepción" en un diccionario.

## Concepto
El lenguaje de las ciencias físicas o naturales, por aplicar el método científico, suele requerir la precisión léxica para evitar la ambigüedad, por lo que se recurre a un lenguaje monosémico o unisignificador, a causa de la predominancia del significado denotativo u objetivo y universal sobre el connotativo o subjetivo y particular, ya que es importante llegar a definiciones universales, absolutas y objetivas que puedan ser consideradas verdaderas o que se quiere que lo sean, como por ejemplo en metro, que solo significa una cosa en ciencia y técnica, o necrosis, que solo significa "gangrena" para la medicina. 
Estas palabras monosémicas y propias de una disciplina científica son denominadas tecnicismos; muchas se han acuñado con raíces léxicas del griego (helenismos), como en hepatitis; del latín (cultismos) y últimamente del inglés (anglicismos), como software; o son acrónimos (láser, radar). Los significados monosémicos han sido codificados y aparecen en los diccionarios. 
Lluvia, por ejemplo, sería simplemente "precipitación atmosférica de molécula de H2O en estado líquido producida por condensación a temperaturas superiores a cero grados centígrados e inferiores a cien grados", y solo eso, como tecnicismo dentro de la disciplina física de la meteorología; pero posee el significado connotativo de "tristeza" que no recoge el diccionario y que emplean los poetas dentro de las humanidades. Y es este elemento de significado connotativo, subjetivo y particular, aquel con el que trabajan muchas veces los escritores no científicos.
El lenguaje humanístico o de las humanidades es el que emplean las disciplinas que tienen que ver con el hombre (historia, sociología, artes, estética, religión, literatura, filosofía, derecho, política, ética, economía, filología, antropología cultural, ...) y suele emplear términos polisémicos (Dios, justicia, democracia, libertad, belleza, honestidad...) y significados aproximados y no universales, porque no suele aplicar el método científico de manera tan rigurosa. Estas ciencias aspiran a tener también sus propios tecnicismos monosémicos (por ejemplo, usucapión, en derecho), pero de hecho no siempre se consigue esto. Por ejemplo, Dios significa una cosa que se quiere distinta para cristianos, islamistas y judíos; y lo que es ley en algunos lugares es delito en otros. 
La monosemia, pues, consiste en un solo significante para un solo significado; la polisemia, en un solo significante para diferentes significados y la homonimia en un solo significante para diferentes significados, pero sin principio de unidad semántica entre los componentes del signo: los homónimos son palabras de origen y significado distintos que han llegado a converger en un solo significante por evolución o cambio fónico, de distinta etimología. Además, la sinonimia implica varios significantes y un mismo significado.

## Aplicaciones
Este campo ha sido estudiado sobre todo por el lingüista estadounidense Charles Ruhl. La ausencia de ambigüedad semántica del lenguaje monosémico lo hace especialmente útil en algunas disciplinas. La lengua artificial Lojban y su predecesora Loglan representan intentos de crear lenguajes monosémicos. Asimismo, la monosemia es importante para la traductología y la informática semántica.